# Ripa (rione di Roma)
Ripa è il dodicesimo rione di Roma, indicato con R. XII.
Appartiene al rione Ripa anche l'Isola Tiberina.

## Geografia fisica

### Territorio
Il rione confina con:
- Sant'Angelo: piazza di Monte Savello
- Campitelli: via del Teatro di Marcello, vico Jugario, via dei Fienili, via di San Teodoro, via dei Cerchi
- Celio: piazza di Porta Capena
- San Saba: viale Aventino, piazza Albania, via e largo Manlio Gelsomini
- Testaccio: via Marmorata, piazza dell'Emporio
- il Tevere: lungotevere Aventino, lungotevere dei Pierleoni

## Storia
Il rione era molto più vasto, fino al 1921, quando ne furono scorporati Testaccio e San Saba, estendendosi dalla riva sinistra del Tevere e dentro le Mura aureliane dalla valle del Velabro alle pendici del colle capitolino, fino a Porta San Sebastiano.
Era peraltro da sempre un territorio urbanizzato in modo non intensivo: in epoca romana comprendeva le regiones dall'undicesima alla tredicesima, Circus Maximus, Piscina Publica, Aventinus (l'attuale Aventino).
Il tratto del Tevere del rione era detto Ripa Graeca, per il fatto che già dal IV secolo vi si era stabilita una comunità greca, detta Schola Graeca, che si infittì nell'VIII secolo con i greco-latini sfuggiti alle persecuzioni di Leone Isaurico al tempo dell'iconoclastia.
Durante il Medioevo la parte alta del rione rimase praticamente disabitata, salvo monasteri fortificati e castelli baronali, come la Rocca Savella.

### Porto di Ripa Grande
Il suo luogo saliente, da cui deriva il toponimo moderno, era il porto di Ripa Grande.

### Stemma
Ruota (di timone) bianca in campo rosso.
La ruota di timone è a ricordare lo scalo fluviale.

## Monumenti e luoghi d'interesse

### Architetture civili
- Casa dei Crescenzi, su via Luigi Petroselli. Edificio dell'XI secolo (1040-65).
- Palazzo dell'Anagrafe, su via Luigi Petroselli. Edificio del XX secolo (1936-39).

Progetto degli architetti Ignazio Guidi e Cesare Valle, realizzazione della società Impresa Tudini & Talenti.
- Ex Pastificio Pantanella, su via dei Cerchi.
- Villa del Priorato di Malta, su piazza dei Cavalieri di Malta.

### Architetture religiose
all'Aventino
- Basilica di Santa Sabina

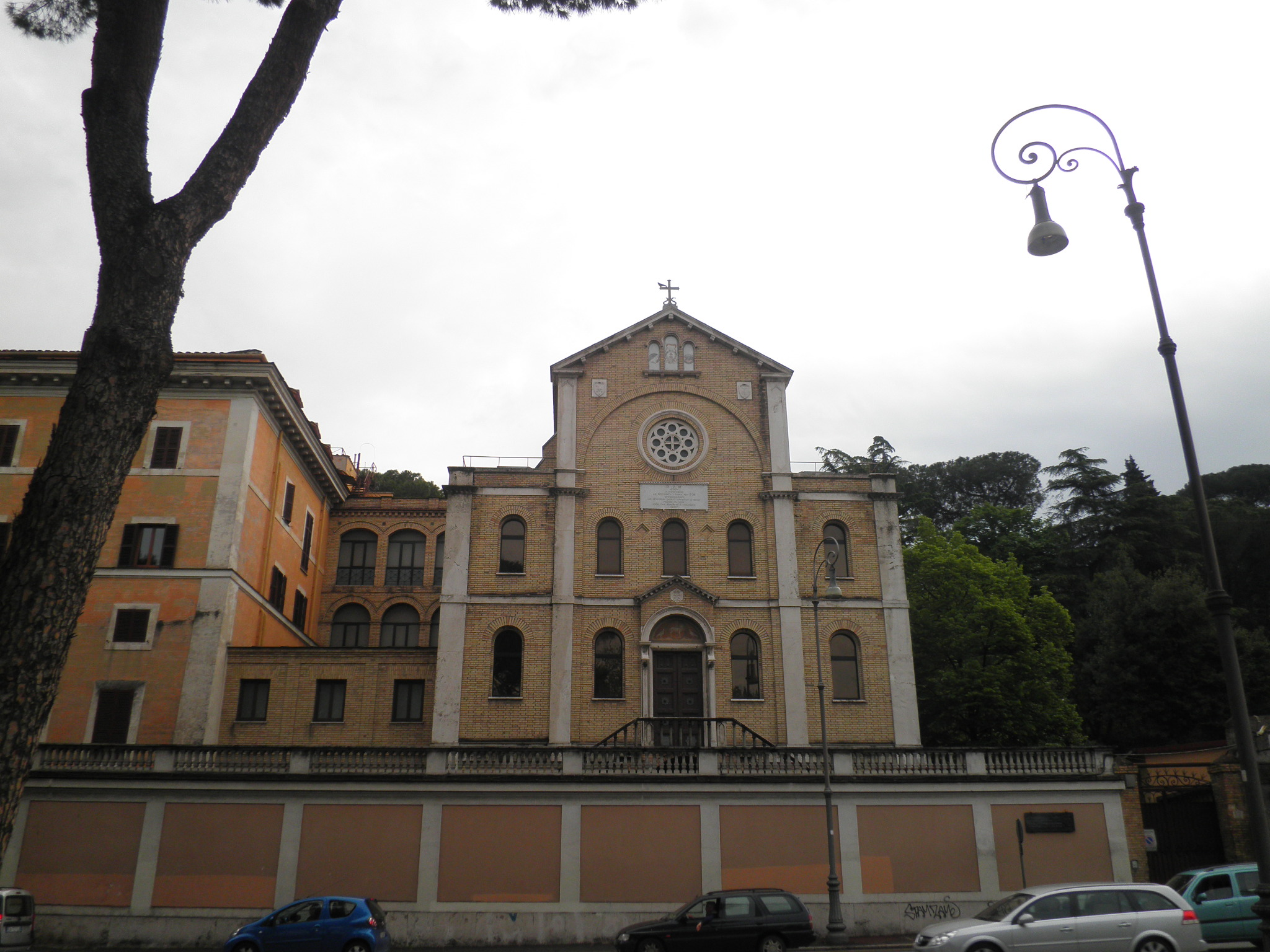
La chiesa di San Vincenzo de Paoli all'Aventino

- Basilica dei Santi Bonifacio e Alessio
- Chiesa di San Vincenzo de Paoli all'Aventino
- Chiesa di Santa Prisca
- Chiesa di Sant'Anselmo all'Aventino
- Chiesa di Santa Maria del Priorato nella Villa del Priorato di Malta

sotto il Campidoglio e verso il Tevere
- Basilica di Santa Maria in Cosmedin
- Chiesa di San Giorgio in Velabro
- Chiesa di San Giovanni Decollato
- Chiesa di Sant'Eligio dei Ferrari
- Chiesa di Sant'Omobono

sull'Isola Tiberina
- Basilica di San Bartolomeo all'Isola
- Chiesa di San Giovanni Calibita

Sconsacrate
- Chiesa di Santa Maria del Sole, su piazza della Bocca della Verità.
- Chiesa di Santa Maria Egiziaca, su piazza della Bocca della Verità.
- Oratorio di Gesù al Calvario e di Maria, sull'isola Tiberina.

Scomparse
- Chiesa scomparsa di Santa Galla
- Chiesa di Sant'Aniano dei Ciabattini
- Chiesa di Sant'Anna a Ripa
- Cappella di San Lazzaro alla Marmorata

### Architetture militari

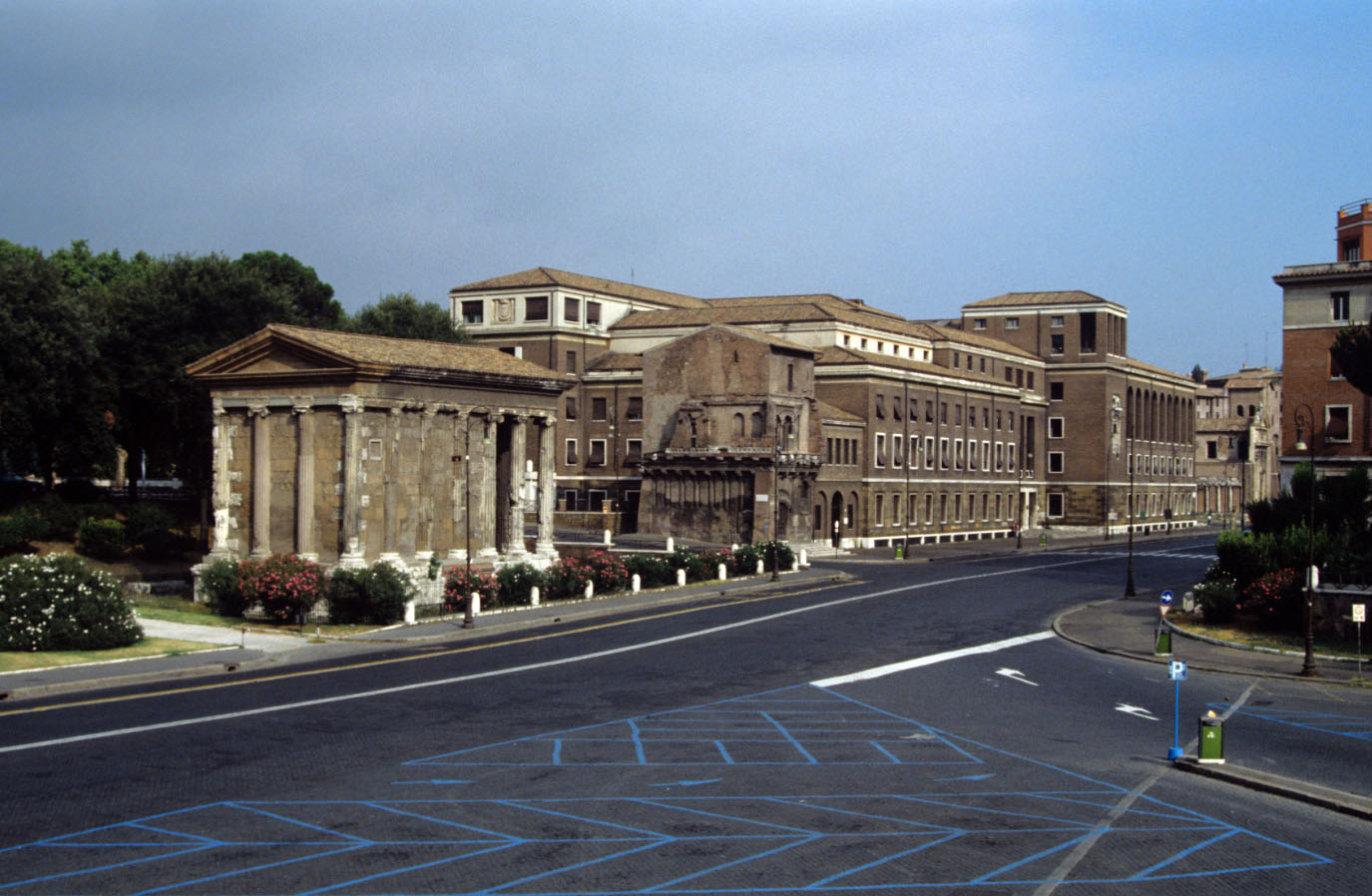
Palazzi dell'Anagrafe a via Petroselli

- Torre della Moletta

### Altro
- Monumento a Giuseppe Mazzini in piazzale Ugo La Malfa
- Guglia di Pio IX in piazza San Bartolomeo sull'isola Tiberina (guglia in marmo di Ignazio Jacometti, 1869)

### Ponti
- Ponte Sublicio
- Ponte Palatino
- Ponte Fabricio
- Ponte Cestio
- Ponte Rotto

### Siti archeologici
- Aventino
- Circo Massimo
- Mitreo del Circo Massimo
- Area di Sant'Omobono
- Foro Boario
- Tempio di Portuno
- Tempio di Ercole Vincitore
- Bocca della Verità
- Cloaca Massima
- Arco di San Lazzaro, su via Marmorata.

### Aree naturali
- Roseto di Roma Capitale
- Giardino degli Aranci
- Giardino Storico di sant'Alessio

## Enti
- Ospedale San Giovanni Calibita, sull'isola Tiberina.

Fondato dall'Ordine ospedaliero di San Giovanni di Dio, i quali frati sono detti Fatebenefratelli, nome con cui è conosciuto l'ospedale dalla popolazione romana.

## Musei
- Museo della Camera storica
- Museo della confraternita di sant'Eligio dei Ferrari

## Geografia antropica

### Piazze
- nella valle Murcia: piazza della Bocca della Verità, piazza della Consolazione
- sull'Aventino: piazza Albina, piazza Pietro d'Illiria, piazza Giunone regina, piazza del Tempio di Diana, piazza Sant'Alessio, piazza Sant'Anselmo, piazza dei Cavalieri di Malta, piazzale Ugo La Malfa
- sull'Isola Tiberina: piazza Fatebenefratelli